# 维永 (阿尔代什省)
维永（法語：Vion，法語發音：[vjɔ̃]）是法国阿尔代什省的一个市镇，属于罗讷河畔图尔农区。

## 地理
维永（45°6'37"N, 4°48'24"E）面积6.21 平方千米，位于法国奥弗涅-罗讷-阿尔卑斯大区阿尔代什省，该省份为法国东南部内陆省份，北起顺时针与卢瓦尔省、伊泽尔省、德龙省、沃克吕兹省、加尔省、洛泽尔省和上盧瓦爾省接壤。
与维永接壤的市镇（或旧市镇、城区）包括：罗讷河畔阿拉斯、朗斯、塞谢拉、埃罗姆、罗讷河畔塞尔沃、热尔旺。

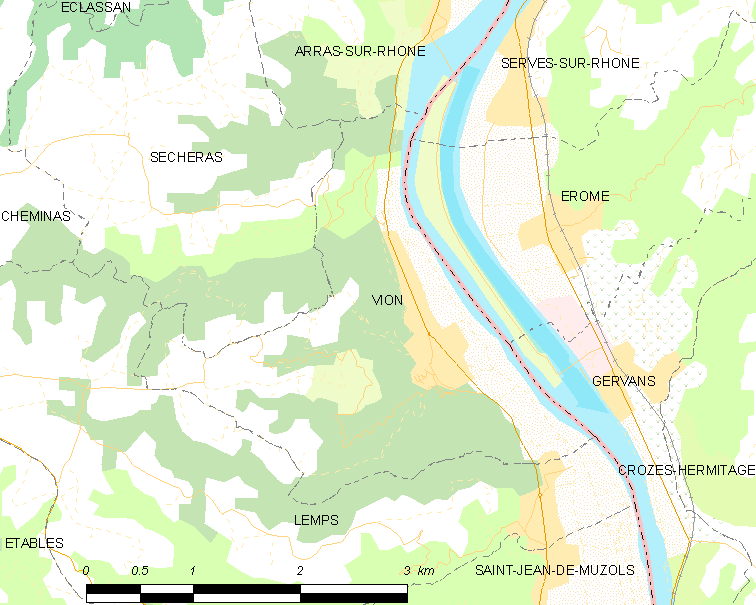
的OSM定位图

维永的时区为UTC+01:00、UTC+02:00（夏令时）。

## 行政
维永的邮政编码为07610，INSEE市镇编码为07345。

## 政治
维永所属的省级选区为罗讷河畔图尔农县。

## 人口

1962-2008年间人口变化图示

维永于2022年1月1日时的人口数量为932人。